# Enza Anderson
Enza Anderson (Toronto, Ontario; 1964) es una periodista, personalidad mediática, política y activista de los derechos de las personas transgénero canadiense.

## Primeros años y educación
Nació en Toronto (Ontario). Al nacer se le asignó el sexo masculino, y creció en Toronto, viviendo cerca de Jane and Finch, con un padre italiano-católico.
Al principio asistió a la Universidad York para estudiar Geografía, pero lo dejó debido a una combinación de falta de interés en la materia y a que su madre enfermó. Tras un paréntesis de un año, asistió al Seneca College, donde estudió Ingeniería civil y tecnologías.

## Primeros años de carrera
Tras su graduación, trabajó como supervisora de control de calidad en una planta de fabricación de tubos de hormigón, pero fue despedida después de cinco años. A continuación, trabajó a tiempo parcial como camarera en Woody's.
En 1995 consiguió un trabajo en una peluquería de la calle Yonge, en la que tenía que repartir folletos de la peluquería a los transeúntes. Durante ese trabajo, una foto suya besando al entonces alcalde Mel Lastman acabó en la portada del Toronto Sun, lo que marcó el inicio de su carrera en la opinión pública.
Anderson escribió una columna social, "The Hot Ticket", para el diario gratuito de mayor tirada de Canadá, Metro Toronto. También divide su horario de trabajo en el Banco de Montreal asistiendo a clientes como gestora de servicios financieros.

## Política

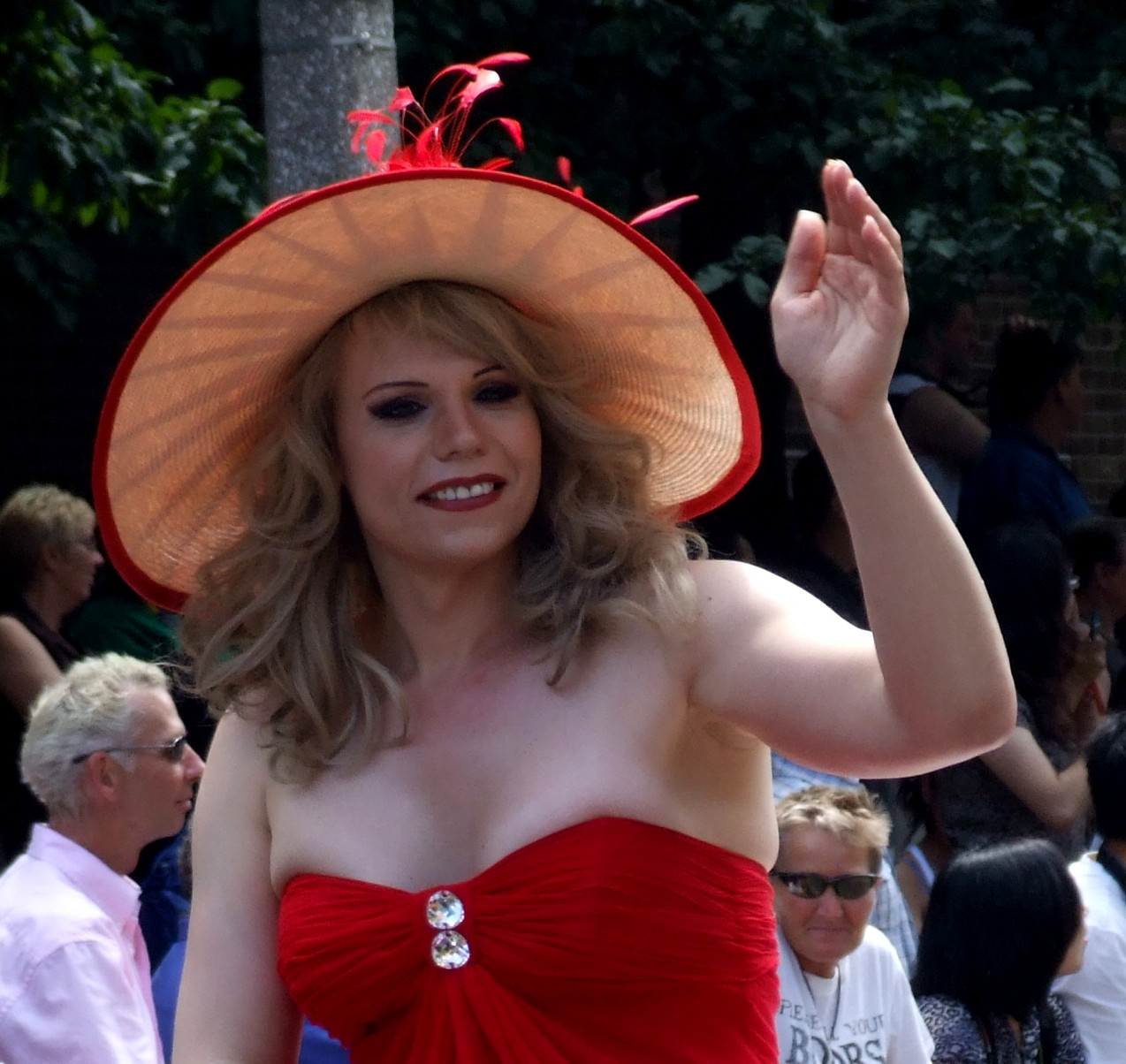
Enza Anderson en el desfile del Orgullo en 2008.

En 2000, Anderson se presentó como candidata a la alcaldía de Toronto. Aunque el ganador final de la campaña, Mel Lastman, obtuvo más del 80 % de los votos, Anderson obtuvo 13 585 votos, quedando en tercer lugar, por detrás de Lastman y Tooker Gomberg. Fue una de las pocas candidatas, además de Lastman, Gomberg y Ben Kerr, que obtuvo un amplio reconocimiento en la carrera, aunque su campaña consistió en gran medida en plantarse en las esquinas del centro de la ciudad con una pancarta hecha a mano con el lema "¡Una súper ciudad merece una súper modelo!".
En 2002, Anderson se presentó a la dirección de la Alianza Canadiense. No pudo reunir los 25 000 dólares que exigía el partido para inscribirse como candidata, y abandonó la carrera antes de la convención, que finalmente eligió a Stephen Harper. En las elecciones municipales de 2003 en Toronto, Anderson se presentó a un escaño en el ayuntamiento contra el titular Kyle Rae y quedó en segundo lugar, aunque no se la consideró una amenaza seria contra él.
Se presentó y perdió en el mismo distrito en las elecciones municipales de 2010.

## Medios de comunicación
En su columna del diario Metro cubría entretenimiento local y los cotilleos de las fiestas desde 2004, después de que le planteara la idea de hacer una columna al redactor jefe, llevando una versión simulada de uno de sus artículos completa con la pancarta del periódico. También fue una entrevistadora invitada completamente vestida en la versión masculina de Naked News.
Fue objeto de un documental de 2003 de Carlos Valencia titulado A Man in a Dress, y también fue entrevistada hablando de su espiritualidad en el programa Credo de Vision TV. En 2015, Enza protagonizó su segundo documental ...When The Bullying Ends, que fue seleccionado para ser proyectado en el Festival Internacional de Cine Kolkata Shorts de 2016 en la India. Dirigido por el cineasta queer Raymond Helkio cuenta la historia de su trabajo como activista contra el acoso escolar y por los derechos de los queer.
Anderson fue elegida gran mariscal del Desfile del Orgullo de 2008 en Toronto.

## Activismo
Anderson fue miembro de la junta del Comité de Enlace Policial de los Barrios de Church y Wellesley. Sus dos años como copresidenta del Comité del Orgullo para la Recaudación de Fondos ayudaron a recaudar las cantidades récord necesarias para cubrir los costes del festival. Anderson ayudó a dar a conocer grupos de apoyo como la Fundación de Personas con Sida y la Línea de Apoyo a Jóvenes Lesbianas, Gays, Bisexuales y Transexuales. También formó parte de Federation of Metro Tenants' Associations y del Comité Consultivo LGBT del Servicio de Policía de Toronto.